# جنيفر كوهن
جنيفر كوهن (بالإنجليزية: Jennifer Cohen)‏ هي مدربة شخصية ومذيعة أمريكية، ولدت في 6 سبتمبر 1975 في لوس أنجلوس في الولايات المتحدة.

## وصلات خارجية
- الموقع الرسمي